# Pristurus crucifer
Espèce
Synonymes
- Gymnodactylus crucifer Valenciennes, 1861
- Pristurus stefaninii Calabresi, 1927
- Pristurus crucifer laticephalus Scortecci, 1933

Pristurus crucifer est une espèce de geckos de la famille des Sphaerodactylidae.

## Répartition
Cette espèce se rencontre :
- dans le sud-ouest de l'Arabie saoudite ;
- en Érythrée ;
- en Éthiopie ;
- en Somalie ;
- dans le nord-est du Kenya.

## Publication originale
- Valenciennes, 1861 : Note sur les animaux d'Abyssinie rapportés par M. Courbon. Comptes rendus hebdomadaires des séances de l'Académie des sciences, Paris, vol. 52, p. 433-434 (texte intégral).